# Línea 300A (RTP)
La línea 300-A del RTP de la Ciudad de México une Paseo Acoxpa con Metro Auditorio. El tipo de servicio de la línea es de Expreso VIP y tiene un costo de $20 por pasajero.

## Recorrido y paradas
La Línea no tiene paradas intermedias, solo tiene 2 paradas las cuales son las terminales de inicio y fin de ruta.